# Sếu khuê tú

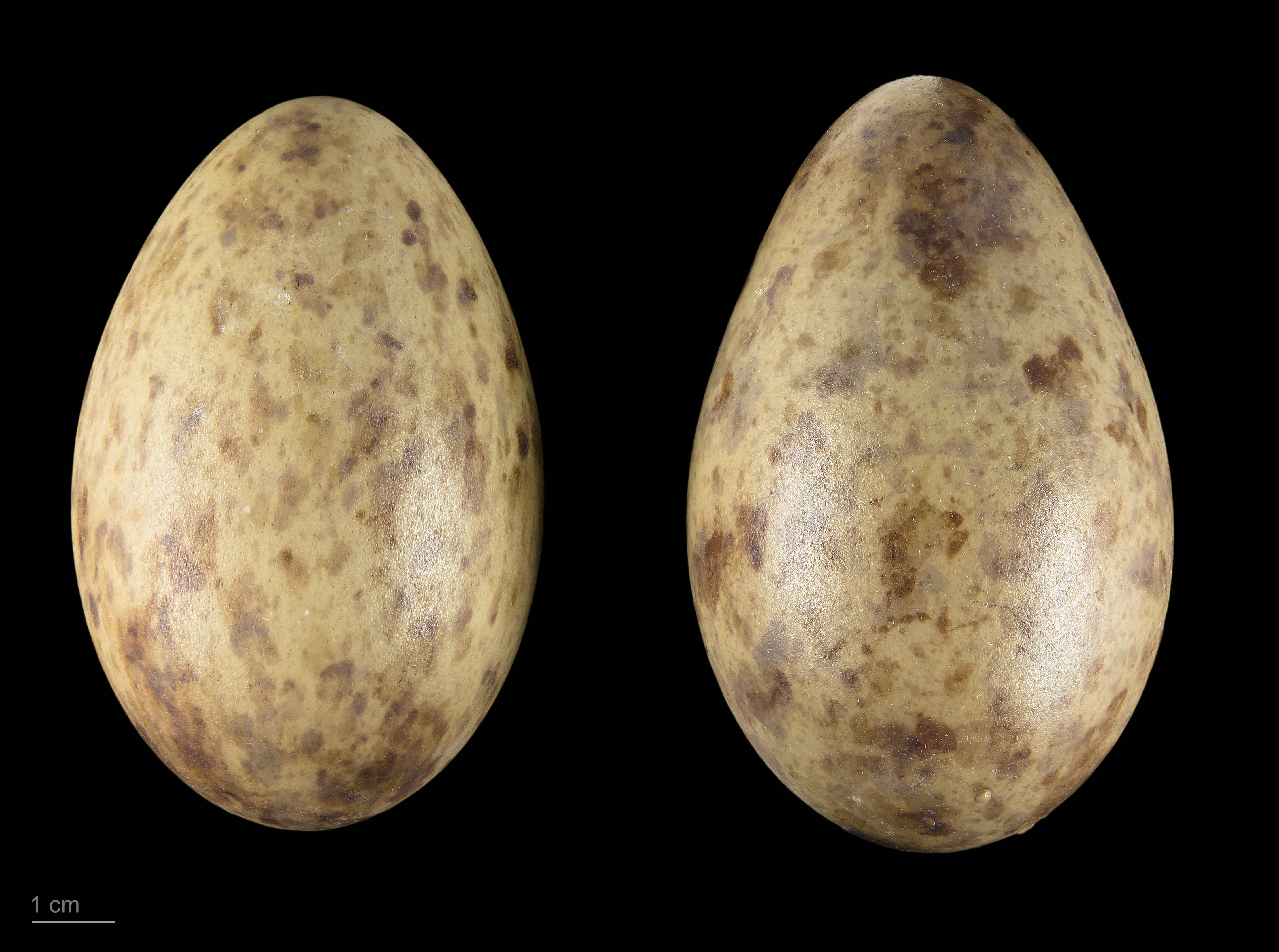
Grus virgo

Sếu khuê tú (danh pháp hai phần: Anthropoides virgo) là một loài chim trong họ Sếu.
Loài này được tìm thấy ở Eurasia, dao động từ Biển Đen đến Mông Cổ và Đông Bắc Trung Hoa. Cũng có một quần thể sinh sản nhỏ ở Thổ Nhĩ Kỳ. Chúng là loài di trú. Những con sếu từ tây Eurasia trú đông ở châu Phi còn nhưng con từ Mông Cổ và Trung Quốc trú đông ở tiểu lục địa Ấn Độ. Loài chim này là một biểu tượng quan trọng trong văn hóa Bắc Ấn Độ và Pakistan, nơi nó được gọi là koonj.
Sếu khuê tú dài 85–100 cm (34–39 in), đuôi dài 76 cm (30 in) và sải cánh dài 155–180 cm (61–71 in). Cân nặng 2–3 kg (4.4–6.6 lbs). Nó là loài sếu nhỏ nhất.